# TF1 SA
Groupe TF1 eller TF1 SA är ett franskt mediebolag som äger tv-kanalen TF1. Företaget bildades vid privatiseringen av TF1 och kontrolleras idag (2005) av Bouygues. Företagets aktier handlas på CAC 40.

## TV-kanaler
Förutom TF1 ingår följande helägda kanaler (förutom TF1):
- LCI
- Eurosport
- Odyssée
- Histoire
- Ushuaïa TV
- Tfou
- TMC (TV-bolag)

Bolaget är även delägare i följande kanaler:
- TF6 (50-procentig ägare)
- Série Club (50-procentig ägare)
- TV Breizh (71-procentig ägare) ;
- TMC Monte Carlo (40-procentig ägare),
- Pink TV (10-procentig ägare).